# Sophia Al Maria
Sophia Al Maria (صافية المرية) (nascida em 1983) é uma artista, escritora e cineasta catari-norte-americana. Seu trabalho tem sido exibido na Bienal de Gwangju, no New Museum de Nova Iorque, e na Architectural Association School of Architecture de Londres. Seus escritos apareceram na Harper's Magazine, Five Dials, Triple Canopy, e Bidoun.
Ela trabalha muito com o conceito de "Futurismo do Golfo". Este conceito foi discutido por Bruce Sterling em duas de suas colunas na revista Wired. Segundo ele, Al Maria "Não precisa de ser um exclusivo de primeira classe purdah, salão em algum lugar, onde as pessoas gostam de Sophia Al-Maria pode sair porque eles estão muito talentoso, inteligente, interessante para ser exposta ao real Internet."

## Início da vida e educação
Sophia Al Maria nasceu de uma mãe americana de Puyallup, Washington e um de pai catari. Ela passou um tempo em ambos os países durante a sua infância. Ela estudou literatura comparada na Universidade Americana no Cairo, e culturas  auditivo-visuais em Goldsmiths, Universidade de Londres.

## Futurismo do Golfo
Futurismo do Golfo é um termo cunhado por Sophia Al Maria para explicar o fenômeno que ela tem observado na arquitetura, urbanismo, arte, estética e cultura popular na era pós-petróleo do Golfo pérsico.
Seu interesse por essas áreas surge de sua juventude crescendo na área do Golfo Pérsico durante os anos 1980 e 1990, experiências que ela descreve em A Menina Que Caiu na Terra.
A influente instituição de arte holandesa Impakt, que apresenta pontos de vista críticos e criativos sobre a cultura da mídia contemporânea e artes audiovisuais inovadoras em um contexto interdisciplinar, incluiu a discussão do conceito durante seu festival de 2012, afirmando em seu catálogo a exposição "No More Westerns" que "Sophia Al-Maria está interessada no que está por vir. Seu trabalho como escritora, cineasta e artista concentra-se no Futurismo do Golfo e na percepção de que o estado do Golfo Arábico contemporâneo é uma premonição de nosso futuro global. Seu projeto 'Sci-Fi Wahabi", como ilustrado por vídeos e ensaios, é um mergulho épico em um futurismo deslocado que só pode ser vislumbrado através do surrealismo contemporâneo dos Estados do Golfo".

### Scout
Este interesse é mais explorado em "Scout", a sua entrada para a edição de 2012 da Bienal de Gwangju. "Scout é uma escultura e instalação de som que faz o uso de uma voz ecoando dentro de uma misteriosa escultura em fibra de vidro. A trilha sonora inclui um trecho em árabe do disco de ouro da sonda Voyager, de 1977, com sons da Terra e de seus habitantes. Esta peça foi revisitada na revista de arte Flash Art.